# Birth (Masami Okui)
Birth è un brano musicale di Masami Okui scritto da Yabuki Toshiro e dalla stessa Okui, e pubblicato come singolo il 22 maggio 1998 dalla Starchild. Il singolo è arrivato alla trentaduesima posizione nella classifica settimanale Oricon dei singoli più venduti, vendendo 25 830 copie. Birth è stato utilizzato come sigla d'apertura della serie televisiva anime Akihabara dennō gumi, mentre il lato B Taiyou no Hana è stato utilizzato come sigla di chiusura.

## Tracce
CD singolo KIDA-162
1. Birth
2. Taiyou no Hana (太陽の花)
3. Birth (off vocal version)
4. Taiyou no Hana (off vocal version)

## Classifiche
| Classifica (1997)                        | Posizione più alta |
| ---------------------------------------- | ------------------ |
| Giappone (Classifica settimanale Oricon) | 32                 |